# ШХК 37
ШХК 37 Пьештяны (словац. ŠHK 37 Piešťany) — словацкий профессиональный хоккейный клуб, основанный в 1937 году и выступающий в словацкой экстралиге. Домашняя арена клуба Истон арена. В 2012 году клуб впервые в истории вышел в экстралигу.